# Freder van Holk
Freder van Holk, de nombre real Paul Alfred Müller (Halle, 18 de octubre de 1901 - Murnau am Staffelsee, 1 de enero de 1970), fue un autor alemán, conocido por sus series de novelas por entregas y sus obras de ciencia ficción. 

## Vida
Paul Alfred Müller, apodado Alfred, trabajó inicialmente como maestro de escuela primaria desde 1923. Asistió a la escuela superior técnica y luego comenzó sus estudios en la Universidad de Leipzig, que completó como profesor de formación profesional. Trabajó como profesor de escuela vocacional hasta 1930 y luego se convirtió en jefe del departamento de construcción de la Escuela Superior Alemana de Oficios de Leipzig.
A principios de la década de 1930, Müller comenzó a escribir, mientras seguía trabajando de profesor. Uno de sus primeros escritos fue la serie de libros Sun Koh, que resultó un gran éxito e influyó en autores como Walter Ernsting y Herbert W. Franke, que ya llevaban escribiendo décadas. Animado por esto, hizo de la escritura su profesión, sin comprometerse con un género. Escribió novelas de misterio, del salvaje oeste y de entretenimiento en general, así como obras de ciencia ficción, utópicas y fantásticas. También escribió la serie de novelas de por entregas Jan Mayen, una serie sucesora de Sun Koh, que no tuvo tanto éxito.
En 1948 se mudó a Murnau am Staffelsee en Baviera. Se mantuvo muy productivo, pero el gran éxito no se materializó. La serie Rah Norten, der Eroberer des Weltalls [Rah Norten, el conquistador del espacio] fue discontinuada después de 20 episodios. Contribuyó como autor a series como Mark Powers y Kommissar X. Su plan para continuar la tradición de Sun Koh con Kim Roy no se pudo materializar antes de su muerte el día de Año Nuevo de 1970.
Müller escribió y publicó bajo diversos seudónimos. La serie Sun Koh se publicó bajo el nombre de Lok Myler, la nueva edición en rústica en la década de 1970 apareció bajo el nombre Freder van Holk. Escribió para la serie Kommissar X como Bert F. Island, otros seudónimos fueron PA Müller, PA Müller-Murnau, Lok Müller, Jan Holk y Werner Keyen. En total, escribió varios cientos de novelas de entretenimiento en una variedad de géneros.
En su vida privada, Müller siguió la teoría de la Tierra hueca durante muchos años. Solo después del lanzamiento del satélite Sputnik en 1957 se alejó de esta creencia. Sin embargo, su participación prevista en la serie Perry-Rhodan fracasó en 1960 porque quería situarla en una mundo hueco y no en el espacio. Ya en 1939 retrató a la humanidad viviendo dentro de una Tierra hueca en la novela Und sie bewegt sich doch nicht [Y sin embargo no se mueven], que inicialmente apareció bajo su nombre. Publicó una versión editada en 1951 bajo el título Und sie bewegt sich nicht [Y no se mueve] con su seudónimo Freder van Holk. Esta edición también se publicó en 2013.

## Obra
Serie de novelas por entregas
concebidas y escritas por Müller: 
- Sun Koh, der Erbe von Atlantis [Sun Koh, el heredero de la Atlántida] (1933–36, Bergmann Verlag, Leipzig)
- Jan Mayen, der Herr der Atomkraft [Jan Mayen, el señor de la energía nuclear] (1936-38, Bergmann Verlag, Leipzig)
- Rah Norten, der Eroberer des Weltalls [Rah Norten, el conquistador del espacio] (1949–50, Bielmannen-Verlag, Munich)

Participación como autor: 
- Mark Powers
- Komissar X

Publicaciones de libros
- Hugo von Hofmannsthals Lustspieldichtung (1935, Dissertation 1934)
- Die Diamantenklippe (1936)
- Gesellschaftsreise – alles inbegriffen (1938)
- Blaue Kugel (1938, como Lok Myler; ediciones actualizadas en 1941 y 1954; en 2011 reedición de la edición de 1954, con una introduciión de Heinz J. Galle y Dieter von Reeken)
- Die Seifenblasen des Herrn Vandenberg (1939, como Paul A. Müller)
- Und sie bewegt sich doch nicht (1939, como Paul A. Müller)
- Sonnenmotor Nr. 1 (1940)
- Und alle Feuer verlöschen auf Erden (1948)
- Vielleicht ist morgen schon der letzte Tag (1948)
- Der grosse Spiegel (1949)
- Attentat auf das Universum (1949)
- Die wachsende Sonne (Sammlung, 1950)
- Strahl aus dem Kosmos (1950)
- Die Geier (1950)
- Die Erde brennt (1951)
- Das Ende des Golfstroms (1952)
- Humus (1952)
- Weltraumstation (1952)
- Die Unsterblichen (1952)
- Die Narbe (1952)
- Unheimliche Leuchtscheiben (1953)
- Trauben aus Grönland (1953)
- Ferngelenkte Seelen (1954)
- Kosmotron (1955)
- Unter uns die Hölle (1955)
- Die entfesselte Erde (1957)
- Jenseits vom Licht (1958, como Werner Keyen)
- Menschen im Mond (1959, como Werner Keyen)
- Sprung über die Zeiten (1959, como Werner Keyen)
- Weltuntergang (1959)